# Papa Anastasie al III-lea
Papa Anastasie al III-lea (n. secolul al IX-lea d.Hr., Roma, Statele Papale – d. 913 d.Hr., Roma, Statele Papale) a fost un papă al Romei. Născut roman, a fost succesorul lui Sergiu al III-lea, până în 913. Numele său  înseamnă  "cel înviat" (grec.).
Despre el nu se știe aproape nimic. Pontificatul său face parte din timpul domniei unor nobili romani asupra Romei, respectiv din timpul domniei "metreselor" - așa-zisa "pornocrație".

## Biblografie
Anastasius III. (Papst) În: Biographisch-Bibliographisches Kirchenlexikon (BBKL)
1. ↑  Catholic-Hierarchy.org, accesat în 18 octombrie 2020